# Mount Curtiss
Mount Curtiss ist ein 1300 m hoher Berg im ostantarktischen Viktorialand. Er ragt am östlichen Ende des Hauptkamm der Gonville and Caius Range auf.
Das Advisory Committee on Antarctic Names benannte ihn 1999 nach dem Flugzeugmutterschiff USS Curtiss, Truppentransporter bei der Operation Deep Freeze zwischen 1956 und 1957 im McMurdo-Sund.